# Grebbeberg
De Grebbeberg in Rhenen, in de Nederlandse provincie Utrecht, is een 52 meter hoge heuvel die de zuidoostelijke punt vormt van de Utrechtse Heuvelrug, een stuwwal. Door zijn strategische ligging met zicht op de Nederrijn en op de Betuwe is deze heuvel historisch van groot belang. In de 18e eeuw werd vanaf hier de Grebbelinie aangelegd. De heuvel is vooral bekend door de Slag om de Grebbeberg in mei 1940. Op de Grebbeberg bevindt zich het Ereveld Grebbeberg waar Nederlandse militairen begraven liggen.

## Geschiedenis

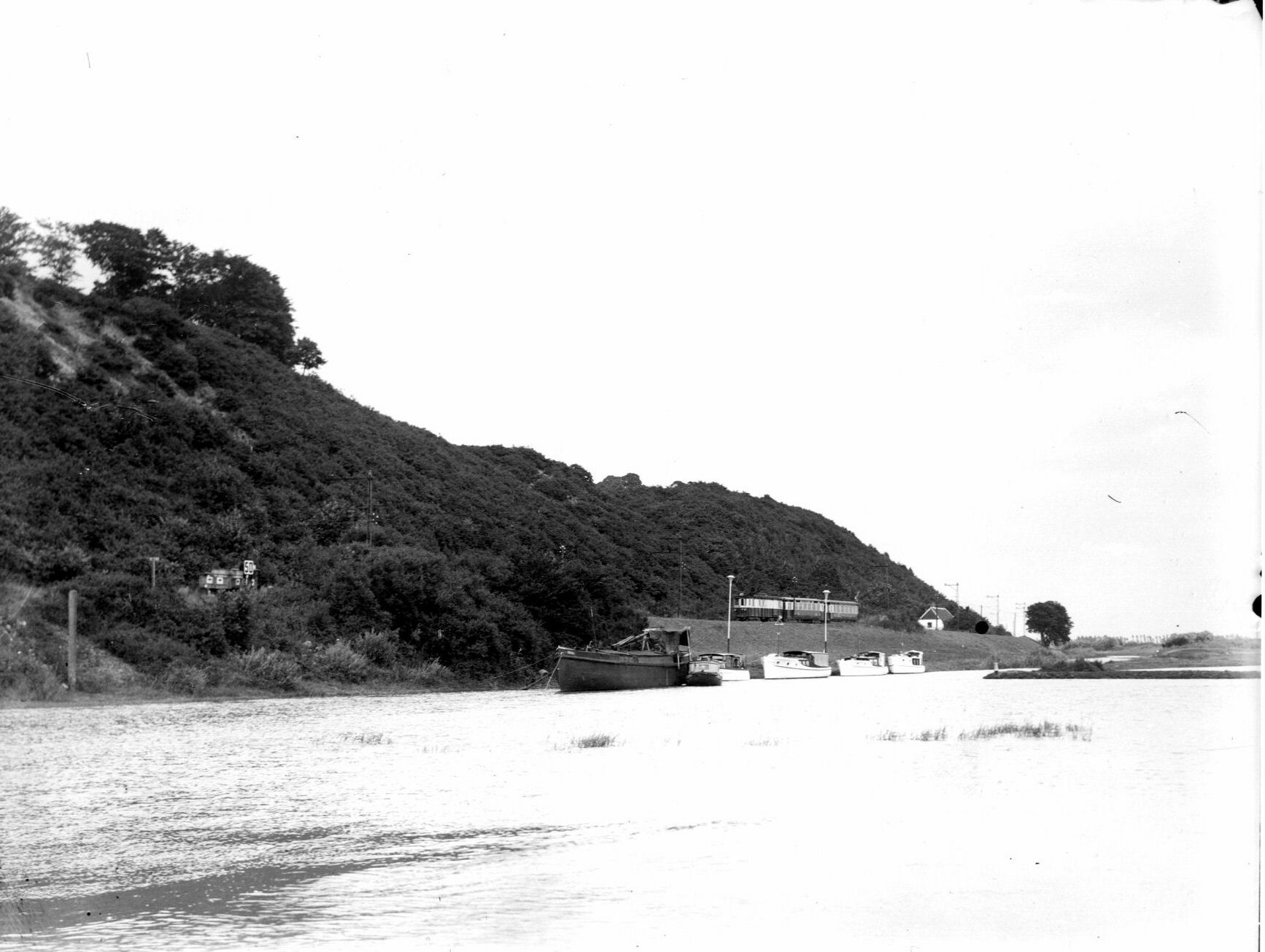
Grebbeberg rond 1925. De steile zuidflank met onderlangs de elektrische tram naar Oosterbeek

Op de Grebbeberg bevonden zich al vroeg fortificaties. De ringwal met droge gracht, de zogenaamde Heimenberg, stamt vermoedelijk uit de zevende eeuw en werd meerdere malen hersteld. De oorspronkelijke functie is niet duidelijk; het kan om een verdedigingswerk van de Friezen tegen de Franken gaan, maar ook andersom. Na 1620 had de in ballingschap levende Winterkoning, Frederik V van de Palts, hier zijn jachtterrein, waar hij op een plateau boven de Rijn, de zogenaamde Koningstafel, jachtfeesten hield.

### Tweede Wereldoorlog
Op de Grebbeberg hebben Nederlandse militairen in de meidagen van 1940 slag geleverd met een Duits aanvalsleger met onder meer Waffen-SS-eenheden. Hieraan herinneren restanten van fortificaties. Het militaire ereveld op de Grebbeberg is het eerste officiële in Nederland. Sinds 1946 worden hier ook Nederlandse militairen begraven die elders zijn gesneuveld. Het ereveld kent bijna 850 graven. Bij de erebegraafplaats is een monument geplaatst waar jaarlijks op 4 mei de doden uit de Tweede Wereldoorlog worden herdacht.

## Natuur

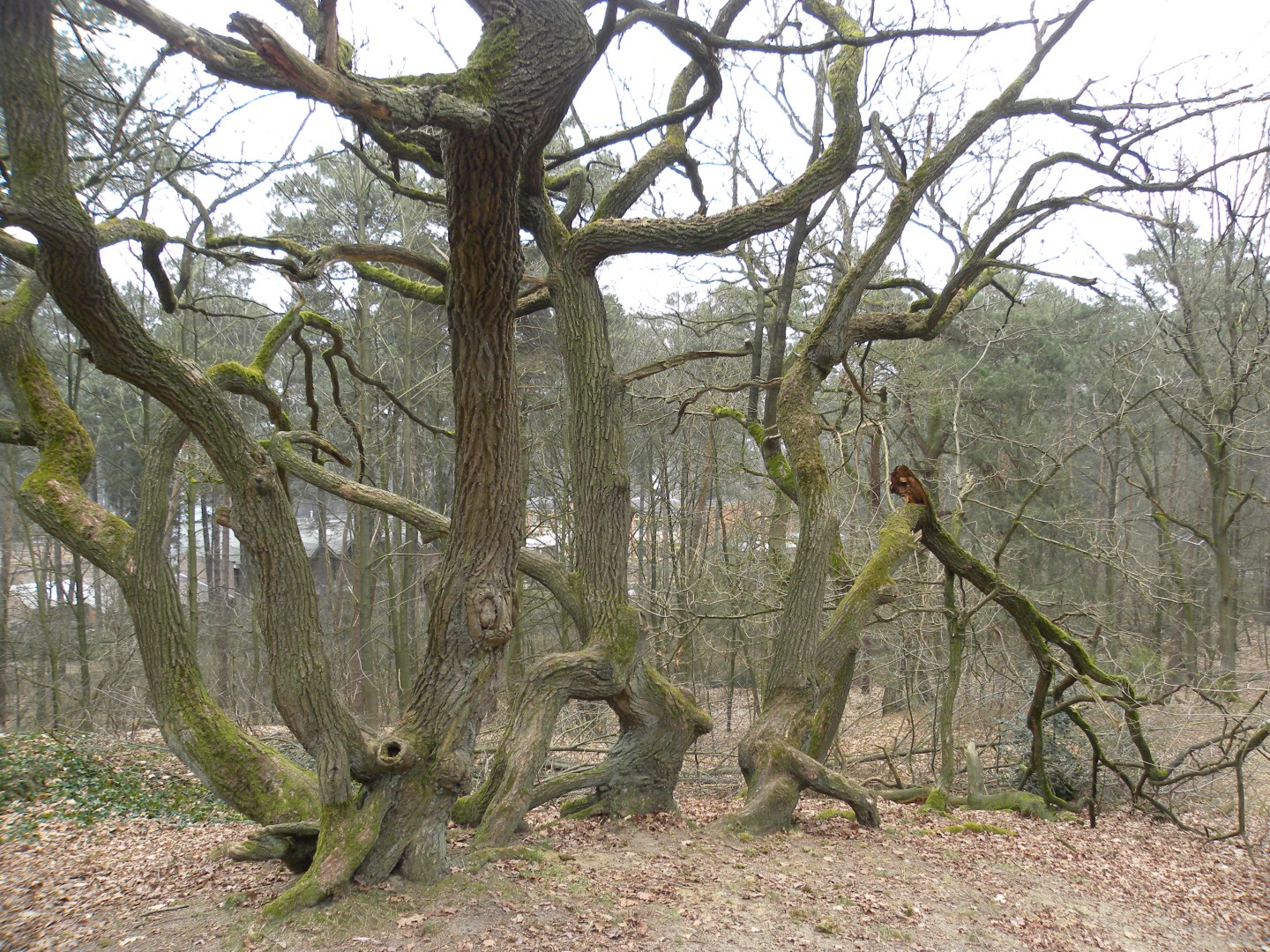
Eikenhakhout

De Grebbeberg was oorspronkelijk bedekt met plantages van eikenhakhout. Aangezien de plantages hun bestemming verloren heeft zich een opgaand eikenbos kunnen ontwikkelen. In 2002 is de Grebbeberg verbonden met het natuurgebied Blauwe Kamer in de uiterwaarden. Hierdoor kunnen de daar vrij levende kuddes Konikpaarden en Gallowayrunderen bij hoogwater de veiligheid van de berg opzoeken. Op de Grebbeberg zelf heeft Het Utrechts Landschap 66 hectare, voornamelijk bos, in eigendom.
De Grebbeberg kent met name aan de rivierzijde steile tot zeer steile hellingen, plaatselijk bijna als een klif, wat voor Nederland bijzondere milieuomstandigheden met zich meebrengt. Daartoe behoort erosie en ook, mede vanwege de ligging op het zuiden, een extra warm microklimaat. Hierdoor komt plaatselijk een bijzondere flora voor, zoals dat het geval is op de Wageningse Berg. Op het pad onderlangs de Grebbeberg is op enkele plekjes de zeldzame pijpbloem te vinden.
Als gevolg van de erosieve werking van het riviersysteem van de Rijn is de oorspronkelijk bestaande verbinding tussen de Utrechtse Heuvelrug en de stuwwal van Ede-Wageningen verbroken. De zeer steile hellingen van de Grebbeberg zijn het zichtbare resultaat van dit proces. De Grebbeberg is een aardkundig waardevol gebied. De zuidflank van de Grebbeberg was het eerste door de provincie Utrecht aangewezen aardkundig monument.

## Topografie

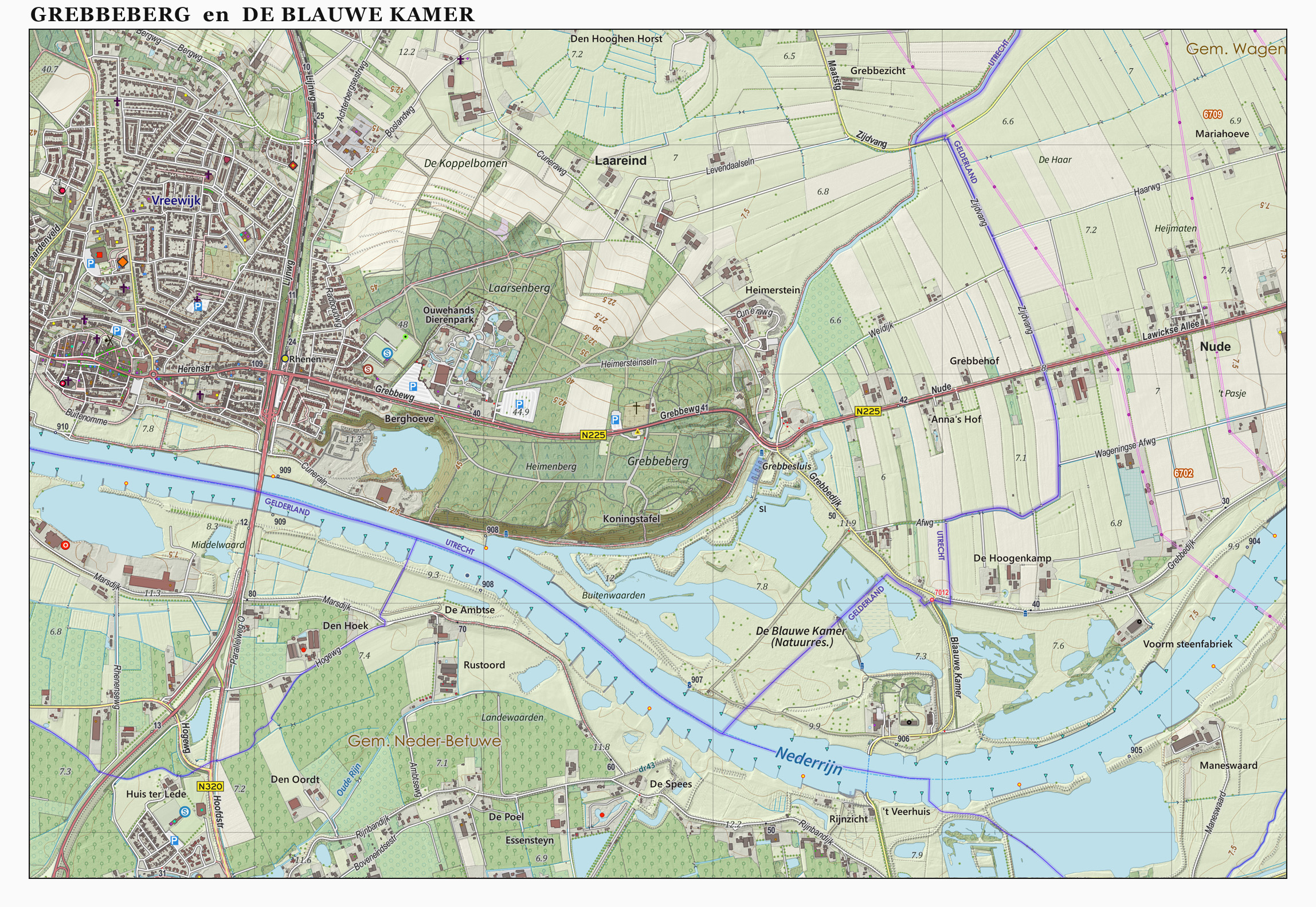
Topografisch kaartbeeld van de Grebbeberg en de Blauwe Kamer, december 2015.

De naam Grebbeberg is afgeleid van de Bisschop Davidsgrift of Grebbe, een historisch kanaal en voorloper van het Valleikanaal dat aan de voet van de Grebbeberg uitkwam in de Nederrijn. Het noordelijk deel van de Grebbeberg heet Laarsenberg en wordt vaak als aparte heuvel gezien. Hier is een gebied van 80 ha. eigendom van Het Utrechts Landschap. Op dit deel van de Grebbeberg ligt ook het Ouwehands Dierenpark.

## Fietsen
De oostelijke helling van de Grebbeberg is vanwege zijn hellingsgraad geliefd bij sportfietsers. Met een maximale stijging van 7% en een helling van boven de 5% gedurende een halve kilometer behoort hij tot de zwaardere hellingen van de Heuvelrug. De westkant komt (over honderd meter) niet boven de 3% uit en is veel minder zwaar.